# Patrick Jouané
Patrick Jouané (1946 – 13 de julio de 1999) fue un actor cinematográfico y televisivo de nacionalidad francesa.

## Biografía
Su verdadero nombre era Patrick Jouarné y, tras una infancia y adolescencia difíciles, a partir de 1964 fue el doble en la pantalla del director cinematográfico Guy Gilles. Jouané actuó principalmente en películas de ese director y, después de una breve actuación en L'Amour à la mer, hizo los primeros papeles masculinos de Au pan coupé (1968) y Le Clair de Terre (1970).
Además de papeles dramáticos, Guy Gilles también le pidió actuar en dos documentales televisivos: como un testigo sensible en Proust, l'art et la douleur (1971), y como el poeta Jean Genet en Saint, poète et martyr (1975).
Víctima de un grave accidente, Jouané trabajó poco en los años 1980. Dejando a un lado el trabajo de actor, encontró empleo como jardinero, pero volvió a la pantalla para participar en la penúltima película de Gilles, Nuit docile (1987), en la que encarnó a Jean Célan, un hombre que repentinamente deja a su esposa. Fue su último papel. 
Poco antes de su muerte, ocurrida en el año 1999, expresó su afecto por Guy Gilles en Lettre à mon frère Guy Gilles, cinéaste trop tôt disparu (1999), un documental dirigido por Luc Bernard, hermano del cineasta.

## Filmografía

### Cine
- 1964 : L'Amour à la mer, de Guy Gilles
- 1965 : Paris un jour d'hiver, de Guy Gilles
- 1966 : Chanson de gestes, de Guy Gilles
- 1966 : Le Jardin des Tuileries, de Guy Gilles
- 1967 : Un dimanche à Aurillac, de Guy Gilles
- 1968 : Au pan coupé, de Guy Gilles
- 1970 : Le Clair de Terre, de Guy Gilles
- 1970 : Midi minuit, de Pierre Philippe
- 1971 : Côté cour, côté champs, de Guy Gilles
- 1971 : Quatre nuits d'un rêveur, de Robert Bresson
- 1972 : Absences répétées, de Guy Gilles
- 1972 : What a Flash!, de Jean-Michel Barjol
- 1974 : Le Jardin qui bascule, de Guy Gilles
- 1987 : Nuit docile, de Guy Gilles

### Televisión
- 1969 : Le Partant de Guy Gilles, emitido en Dim, Dam, Dom
- 1971 : Proust, l'art et la douleur, de Guy Gilles, producido por Roger Stéphane/ORTF
- 1975 : Saint, poète et martyr, de Guy Gilles, Antenne 2
- 1982 : Un garçon de France, de Guy Gilles, FR3